# Leonie ter Braak
Leonie ter Braak (Buurse, 28 de septiembre de 1980) es una presentadora de televisión, actriz y modelo neerlandesa. Es conocida por presentar varios programas de televisión, incluido el programa de entrevistas HLF8. También interpretó un papel en la película de 2020 De beentjes van Sint-Hildegard, la película de 2022 De Tatta's y la película de 2023 De Tatta's 2.

## Carrera
Ter Braak comenzó su carrera como modelo. Después de su carrera como modelo, comenzó a presentar programas de televisión para RTV Oost. En 2010, presentó el programa de televisión Keuringsdienst van Waarde para KRO-NCRV, un programa de televisión de consumo que analiza la producción de alimentos, las etiquetas de los productos alimenticios y la producción de otros productos de consumo. En 2012, se convirtió en presentadora de WNL.
En 2018, Ter Braak se convirtió en presentadora de Talpa Network (SBS6). Ese mismo año presentó el programa de televisión Wat is de uitslag? en el que las personas pueden escuchar un resultado importante, como por ejemplo si han aprobado un examen o un reconocimiento médico. También presentó el programa de televisión de 2019 Niets liever dan een kind, que sigue a personas que intentan quedar embarazadas.
En 2019, Ter Braak fue una de los capitanes del equipo en el programa de televisión Mars versus Venus, un programa de preguntas sobre las diferencias entre hombres y mujeres. Ella era la capitana del equipo femenino y Jan Versteegh era el capitán del equipo masculino. Ter Braak fue una de los concursantes de la temporada 2020 del programa de televisión Wie is de Mol?. Ese mismo año presentó el programa de televisión Uit het leven gegrepen: Erasmus MC sobre pacientes y personal del Erasmus MC en Rotterdam, Países Bajos.
Ter Braak interpretó un papel en la película de 2020 De beentjes van Sint-Hildegard dirigida por Johan Nijenhuis. Fue su debut cinematográfico. La película se convirtió en la película neerlandesa más visitada de 2020.
En 2021 presentó Kinderen kopen ideale huis en el que los niños, y no los padres, elegían una casa para comprar. Ese mismo año, Ter Braak y Wendy van Dijk presentaron Cupido Ofzo en el que siguen a personas con discapacidad o con diferencias neurodiversas en su búsqueda del amor. En 2022, Ter Braak y Leo Alkemade presentaron el concurso Van je familie moet je het hebben en el que un concursante y su familia intentan responder las mismas preguntas para ganar una determinada cantidad de dinero.
Ter Braak interpretó un papel en la película de 2022 Zwanger & Co dirigida por Johan Nijenhuis. Ese mismo año interpretó un papel en la película De Tatta's dirigida por Jamel Aattache. También aparece en la película de 2023 De Tatta's 2. Estas tres películas ganaron el premio Gouden Film después de haber vendido 100 000 entradas. De Tatta's y De Tatta's 2 también ganaron el premio Platina Film después de haber vendido 400 000 entradas.
En 2022, Ter Braak se convirtió en uno de los presentadores del programa de entrevistas HLF8. Anteriormente apareció como sidekick en el programa. En enero de 2023, Ter Braak empezó a trabajar para RTL Nederland. Se convirtió en una de las presentadoras del programa de televisión Blow Up en el que los concursantes compiten en modelaje con globos. También presenta el programa Voor Hetzelfde Geld, en el que la gente busca una casa asequible para comprar fuera del área de Randstad.
Ter Braak fue uno de los concursantes del programa de fotografía televisiva de 2023 Het Perfecte Plaatje op Reis. Terminó en primer lugar. También apareció en un episodio de 2023 del programa Rooijakkers over de vloer presentado por Art Rooijakkers.

## Filmografía seleccionada

### Cine
- De beentjes van Sint-Hildegard (2020)
- Zwanger & Co. (2022)
- De Tatta's (2022)
- De Tatta's 2 (2023)

### Como presentadora
- Wat is de uitslag? (2018)
- Niets liever dan een kind (2019)
- Uit the leven gegrepen: Erasmus MC (2020)
- Kinderen kopen ideale huis (2021)
- Cupido Ofzo (2021)
- Van je familie moet je het hebben (2022)
- HLF8 (2022)
- Blow Up (2023)
- Voor Hetzelfde Geld (2024)

### Como concursante
- Ranking the Stars (2015)
- Weet Ik Veel (2016)
- De Jongens tegen de Meisjes (2017)
- Dit was het nieuws (2018, 2020)
- Wie is de Mol? (2020)
- Het Perfecte Plaatje op Reis (2023)

### Como ella misma
- Rooijakkers sobre de vloer (2023)